# Martin Schuster (Psychologe)

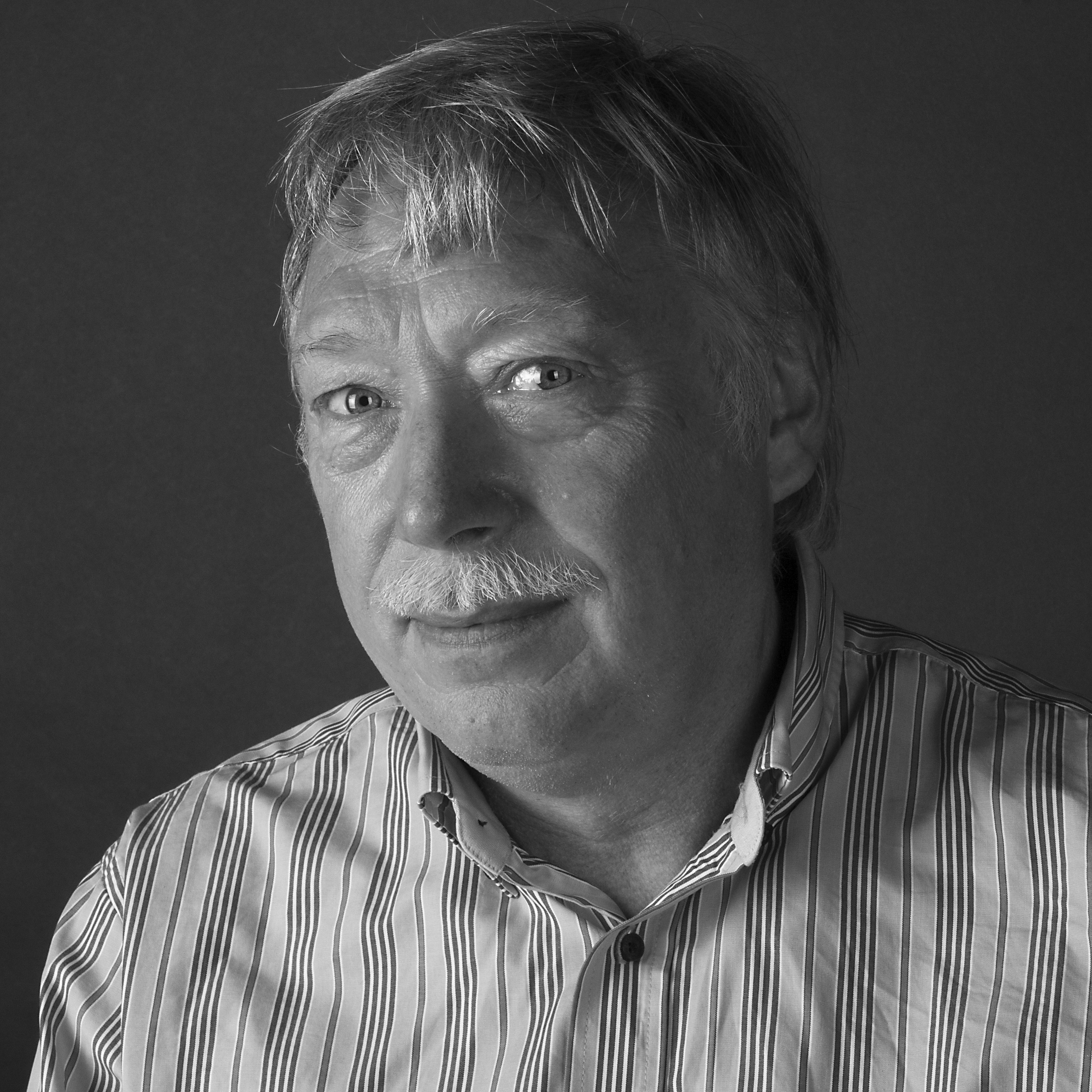
Martin Schuster

Martin Schuster (* 1946 in Bonn) ist ein deutscher Psychologe.

## Werdegang
Schuster wurde 1975 an der Universität Bonn promoviert und war ab 1972 Assistent von Ursula Lehr an der Universität zu Köln. Dort übernahm er 1976 eine Stelle als Akademischer Rat. Er habilitierte sich 1992 an der Universität Koblenz zum Thema „Eine kognitive Psychologie der Kinderzeichnung“. Dort wurde er 1999 zum außerplanmäßigen Professor ernannt. Seit 2010 ist er pensioniert.
Schuster ist Mitbegründer der „Kölner Schule für Kunsttherapie“ und Mitherausgeber der Zeitschrift „Confinia Psychopathologica“ (mittlerweile eingestellt). Er ist seit 2006 Ehrenmitglied der ungarischen Gesellschaft für Psychiatrie.

## Fachgebiete
Schuster untersucht die Psychologie der Bildwahrnehmung und der Kunstpsychologie (Psychologie der bildenden Künste; daneben gibt es Musikpsychologie und Literaturpsychologie). Ein weiterer Arbeitsschwerpunkt liegt in der Lernpsychologie und der Anwendung psychologischer Erkenntnisse in der Selbsthilfeliteratur.
Zu den jeweiligen Arbeitsgebieten gibt es theoretische Impulse, so eine Theorie der Begründung der Schönheitsempfindung, die in verschiedenen Gegenstandsbereichen unterschiedlich determiniert ist. Es gibt eine Analyse des bedeutenden Kunsterlebnisses im Vergleich zu den in der psychologischen Forschung üblichen beiläufigen Kunsterlebnissen. Es wird z. B. der Versuch gemacht, die Kreativität einer kulturellen Leistung zu skalieren und damit messbar zu machen.

## Publikationen (Auswahl)

### Monographien
- mit Horst Beisl: Kunstpsychologie – Wodurch Kunstwerke wirken. DuMont, Köln 1978.
- mit Werner Metzig: Lernen zu lernen. Lernstrategien wirkungsvoll einsetzen, Springer-Verlag, Berlin 2020, 10. überarbeitete und erweiterte Auflage, ISBN 978-3-662-61505-8 (Übersetzung auch in Ungarisch).
- Kunsttherapie. DuMont, Köln 1986.
- Psychologie der bildenden Kunst. Schneider, Bartmannsweiler 1989.
- Psychologie der Kinderzeichnung. Springer, Heidelberg 1990.
- Wodurch Bilder wirken. Psychologie der Kunst. DuMont, Köln 1992. Neuausgabe, Köln 2016, ISBN 978-3-8321-6345-7.
- Fotopsychologie. Fotos sehen, verstehen, gestalten. Springer, Heidelberg 1996; 3. Auflage (übersetzt in Koreanisch) Springer, Heidelberg 2020.
- Kunstpsychologie. Schönheit – Bildkommunikation – Kreativität. Schneider, Bartmannsweiler 2000.
- Kinderzeichnungen. Wie sie entstehen, was sie bedeuten. Reinhardt, München 2001.
- mit Peter Bednorz: Einführung in die Lernpsychologie. Reinhardt, München 2002.
- Schüchternheit kreativ bewältigen. 2004; 3. Auflage (übersetzt in Ungarisch) Hogrefe, Göttingen 2020.
- mit Werner Metzig: Prüfungsangst und Lampenfieber. 2005, 10. Aufl. (übersetzt in Ungarisch) Springer Heidelberg 2018.
- Psychologie der Kinderzeichnung. Hogrefe, Göttingen 2005.
- Rituale, Kunst und Kunsttherapie. MWV, Berlin 2008.
- mit Hildegard Ameln-Haffke: Selbsterfahrung durch Malen und Gestalten. Hogrefe, Göttingen 2013.
- Alltagskreativität. Verstehen und entwickeln. 2. Aufl. Springer, Heidelberg 2016
- Menschliches Verhalten im Wandel der Zeit. Springer, Heidelberg 2020.

### Herausgeberwerke
- mit Hans Rudolf Becher, Claudia Mauer: Taschenbuch Kunst Pädagogik Psychologie. Kunststandpunkte. Schneider, Bartmannsweiler 1977.
- mit Bernard P. Woschek: Nonverbale Kommunikation durch Bilder. Hogrefe, Göttingen 1989.
- mit Hildegard Ameln-Haffke: Museumspsychologie. Erleben im Kunstmuseum. Hogrefe, Göttingen 2006.